# Gran Premi del Brasil del 2009
El Gran Premi de Brasil de Fórmula 1 de la Temporada 2009 es disputarà al circuit de Interlagos, el 18 d'octubre del 2009.

## Qualificacions
Els cotxes amb kers estan marcats amb un "‡"
| Pos. | N. | Pilot                | Equip - motor        | Q1       | Q2          | Q3       | Graella |
| ---- | -- | -------------------- | -------------------- | -------- | ----------- | -------- | ------- |
| 1    | 23 | Rubens Barrichello   | Brawn-Mercedes       | 1:24.100 | 1:21.659    | 1:19.576 | 1       |
| 2    | 14 | Mark Webber          | Red Bull-Renault     | 1:24.722 | 1:20.803    | 1:19.668 | 2       |
| 3    | 20 | Adrian Sutil         | Force India-Mercedes | 1:24.447 | 1:20.753    | 1:19.912 | 3       |
| 4    | 9  | Jarno Trulli         | Toyota               | 1:24.621 | 1:20.635    | 1:20.097 | 4       |
| 5    | 4‡ | Kimi Räikkönen       | Ferrari              | 1:23.047 | 1:21.378    | 1:20.168 | 5       |
| 6    | 12 | Sébastien Buemi      | Toro Rosso-Ferrari   | 1:24.591 | 1:20.701    | 1:20.250 | 6       |
| 7    | 16 | Nico Rosberg         | Williams-Toyota      | 1:22.828 | 1:20.368    | 1:20.326 | 7       |
| 8    | 5  | Robert Kubica        | BMW Sauber           | 1:23.072 | 1:21.147    | 1:20.631 | 8       |
| 9    | 17 | Kazuki Nakajima      | Williams-Toyota      | 1:23.161 | 1:20.427    | 1:20.674 | 9       |
| 10   | 7  | Fernando Alonso      | Renault              | 1:24.842 | 1:21.657    | 1:21.422 | 10      |
| 11   | 10 | Kamui Kobayashi      | Toyota               | 1:24.335 | 1:21.960    |          | 11      |
| 12   | 11 | Jaume Alguersuari    | Toro Rosso-Ferrari   | 1:24.773 | 1:22.231    |          | 12      |
| 13   | 8  | Romain Grosjean      | Renault              | 1:24.394 | 1:22.477    |          | 13      |
| 14   | 22 | Jenson Button        | Brawn-Mercedes       | 1:24.297 | 1:22.504    |          | 14      |
| 15   | 21 | Vitantonio Liuzzi    | Force India-Mercedes | 1:24.645 | Sense temps |          | 201     |
| 16   | 15 | Sebastian Vettel     | Red Bull-Renault     | 1:25.009 |             |          | 15      |
| 17   | 2‡ | Heikki Kovalainen    | McLaren-Mercedes     | 1:25.052 |             |          | 16      |
| 18   | 1‡ | Lewis Hamilton       | McLaren-Mercedes     | 1:25.192 |             |          | 17      |
| 19   | 6  | Nick Heidfeld        | BMW Sauber           | 1:25.515 |             |          | 18      |
| 20   | 3‡ | Giancarlo Fisichella | Ferrari              | 1:40.703 |             |          | 19      |

1.^  - Vitantonio Liuzzi fou sancionat amb cinc posicions a la graella per canviar la caixa de canvi.

## Cursa
| Pos. | Núm. | Pilot                | Equip-motor          | Voltes | Temps/Retirat   | Graella | Punts |
| ---- | ---- | -------------------- | -------------------- | ------ | --------------- | ------- | ----- |
| 1    | 14   | Mark Webber          | Red Bull-Renault     | 71     | 1:32:23.081     | 2       | 10    |
| 2    | 5    | Robert Kubica        | BMW Sauber           | 71     | +7.626          | 8       | 8     |
| 3    | 1‡   | Lewis Hamilton       | McLaren-Mercedes     | 71     | +18.944         | 17      | 6     |
| 4    | 15   | Sebastian Vettel     | Red Bull-Renault     | 71     | +19.652         | 15      | 5     |
| 5    | 22   | Jenson Button        | Brawn-Mercedes       | 71     | +29.005         | 14      | 4     |
| 6    | 4‡   | Kimi Räikkönen       | Ferrari              | 71     | +33.340         | 5       | 3     |
| 7    | 12   | Sébastien Buemi      | Toro Rosso-Ferrari   | 71     | +35.991         | 6       | 2     |
| 8    | 23   | Rubens Barrichello   | Brawn-Mercedes       | 71     | +45.454         | 1       | 1     |
| 9    | 10   | Kamui Kobayashi      | Toyota               | 71     | +1:03.324       | 11      |       |
| 10   | 3‡   | Giancarlo Fisichella | Ferrari              | 71     | +1:10.665       | 19      |       |
| 11   | 21   | Vitantonio Liuzzi    | Force India-Mercedes | 71     | +1:11.388       | 20      |       |
| 12   | 2‡   | Heikki Kovalainen    | McLaren-Mercedes     | 71     | +1:13.499#      | 16      |       |
| 13   | 8    | Romain Grosjean      | Renault              | 70     | +1 volta        | 13      |       |
| 14   | 11   | Jaume Alguersuari    | Toro Rosso-Ferrari   | 70     | +1 volta        | 12      |       |
| Ret  | 17   | Kazuki Nakajima      | Williams-Toyota      | 30     | Accident        | 9       |       |
| Ret  | 16   | Nico Rosberg         | Williams-Toyota      | 27     | Caixa de canvis | 7       |       |
| Ret  | 6    | Nick Heidfeld        | BMW Sauber           | 21     | Sense benzina   | 18      |       |
| Ret  | 20   | Adrian Sutil         | Force India-Mercedes | 0      | Accident        | 3       |       |
| Ret  | 9    | Jarno Trulli         | Toyota               | 0      | Accident        | 4       |       |
| Ret  | 7    | Fernando Alonso      | Renault              | 0      | Accident        | 10      |       |

## Altres
- Pole: Rubens Barrichello 1' 19. 756

- Volta ràpida: Mark Webber 1' 13. 733 (a la volta 25)